# Lycodapus pachysoma
Lycodapus pachysoma és una espècie de peix de la família dels zoàrcids i de l'ordre dels perciformes.

## Morfologia
- Els mascles poden assolir 20 cm de longitud total.[4][5]

## Hàbitat
És un peix marí i d'aigües profundes que viu entre 2.000-2.600 m de fondària.

## Distribució geogràfica
Es troba al Pacífic nord-oriental (des de la Colúmbia Britànica -el Canadà- fins a Oregon -els Estats Units-) i a l'oceà Antàrtic.

## Observacions
És inofensiu per als humans.